# Mistrzostwa Świata Wojskowych w Biegach Przełajowych 2008
Mistrzostwa Świata Wojskowych w Biegach Przełajowych 2008 – zawody lekkoatletyczne w biegach przełajowych dla sportowców-żołnierzy, które odbyły się pod egidą Conseil International du Sport Militaire 23 lutego w Thun.

## Rezultaty

### Mężczyźni
|                           | 1. miejsce           | Rezultat | 2. miejsce        | Rezultat | 3. miejsce         | Rezultat |
| Bieg krótki na 4 km       | Kamal Ali Thamer     | 11:13    | Felix Kibore      | 11:18    | Fethi Meftah       | 11:19    |
| Drużynowo                 | Katar                | 8 pkt.   | Algieria          | 13 pkt.  | Maroko             | 30 pkt.  |
| Bieg długi na ok. 11,5 km | Ahmed Hassan Gholoum | 33:54    | Jamal Bilal Salem | 34:37    | Essa Ismail Rashed | 34:45    |
| Drużynowo                 | Katar                | 41 pkt.  | Maroko            | 76 pkt.  | Francja            | 82 pkt.  |

### Kobiety
|                     | 1. miejsce          | Rezultat | 2. miejsce      | Rezultat | 3. miejsce      | Rezultat |
| Bieg krótki na 4 km | Sabrina Mockenhaupt | 12:56    | Maria Laghrissi | 13:03    | Nathalie De Vos | 13:11    |